# Tensostruttura La Salle
La tensostruttura La Salle, situata a Torre del Greco,  ospita gli incontri casalinghi dell'Olimpia La Salle (Serie B, pallamano maschile).